# برترین گنج
برترین گنج (اسپانیایی: El mejor tesoro‎) یک فیلم سیاه‌وسفید اسپانیایی است که در سال ۱۹۶۶ منتشر شد. از بازیگران آن می‌توان به رافائل ارناندس و خاویر دِ ریورا اشاره کرد.